# 白如冰
白如冰（1912年3月11日—1994年4月8日），原名树梁，化名高超，男，陕西清涧人，中华人民共和国政治人物、军事将领。

## 生平
白如冰是陕西省清涧县高杰村乡袁家沟村人。1925年，参加革命，1928年加入中国共产党，次年考入陕西省立第四师范学校。1931年，担任袁家沟支部书记、东区区委书记，后任中共陕北特委候补委员、特派员。1935年，担任中共延长县县委书记、中国工农红军陕甘晋军区供给部代理部长、中华苏维埃中央革命军事委员会总供给部副部长。1936年，担任中国人民抗日先锋军军委后方办事处军委供给部副部长。1939年，任中国工农红军后方勤务部总供给部副部长。抗日战争期间，担任三边保安司令部政治委员、中共绥蒙工委书记兼宣传部部长、八路军绥蒙游击司令部政治委员、中共晋绥边区区委书记。1942年6月起任中共西北局财经委员会委员等职位。1947年至1949年2月，任陕甘宁晋绥联防军党委委员、后勤部部长兼供给部部长，西北财经办事处秘书长。
中华人民共和国成立后，任西北军政委员会委员、副主任兼财政部部长、党组副书记、委员、西北总工会主席。1954年，任中央手工业管理局局长、中华全国手工业合作总社主任。1958年6月至1967年2月，任中共山东省委书记处书记、山东省人民委员会省长兼计划委员会主任。后任山东省人民委员会党组书记、山东省革命委员会副主任、中共山东省委副书记、书记。1975年8月至1980年1月，兼任济南军区第一政治委员、军区党委第二书记。1980年1月至1982年10月，任济南军区政治委员。1977年12月至1979年6月，任第三届山东省政协主席。改革开放期间，担任中顾委委员。